# The Atomic Bitchwax
The Atomic Bitchwax, souvent abrégé TAB, est un groupe américain de rock, originaire de Neptune Township, New Jersey. Il est formé à la fin des années 1990 avec Ed Mundell, guitariste soliste, également membre de Monster Magnet, Chris Kosnik, ex Godspeed à la basse et au chant, et Bob Pantella qui prend la place de Keith Ackerman à la batterie.

## Historique
Influencé par les power trios des années 1970, le groupe évolue dans la mouvance stoner rock. Leurs morceaux se caractérisent par une structure complexe et à certaines parties relativement rapides, exemple dans Super Computer.
En 2004, après deux albums et un EP, Ed Mundell est remplacé en 2005 par le guitariste et chanteur Finn Ryan (ex-Core). Le groupe tourne un moment avant d'entre aux Trax East Studios de South River, New Jersey pour enregistrer une suite, d'abord intitulée 3. La sortie de l'album comprend une tournée américaine, et deux tournées européennes, incluant une visite au Sound House de Seattle pour enregistrer l'EP Boxriff, en 2006. Produit par Jack Endino, l'EP comprend un DVD live filmé à la Sunset Tavern de Seattle.
Le batteur de Monster Magnet, Bob Pantella, se joint au groupe en 2007 et The Atomic Bitchwax commence de nouveau les tournées. Ils passent l'année à enregistrer l'album 4 chez Teepee et Meteor City. En 2011, le groupe publie The Local Fuzz, un morceau de 42 minutes comprenant 52 riffs coup-sur-coup. Le groupe passe 2012–2015 à tourner en Australie, Nouvelle-Zélande, Angleterre, Allemagne, France, Luxembourg, Belgique, Pays-Bas, Italie, Suisse;, Espagne, Portugal, Autriche, Grèce et Amérique du Nord. Leur sixième album, Gravitron, est publié le 21 avril 2015 chez TeePee Records NYC,,. Il est suivi en 2017 par leur septième album, Force Field,,.

## Membres

### Membres actuels
- Chris Kosnik - basse, chant
- Bob Pantella - batterie, percussions
- Finn Ryan - guitare, chant

### Anciens membres
- Ed Mundell - guitare,
- Keith Ackerman - batterie, percussions

## Discographie

### Albums studio
- 1999 : Atomic Bitchwax I (réédité en 2005)
- 2000 : Atomic Bitchwax II
- 2005 : 3 CD
- 2009 : TAB 4
- 2011 : The Local Fuzz
- 2015 : Gravitron
- 2017 : Force Field
- 2020 : Scorpio

### EP
- 2002 : Spit Blood
- 2006 : Boxriff (live)

### Apparitions
- 1999 : Hey Alright (sur Welcome to Meteor City)
- 2000 : Combination (sur Right in the Nuts: A Tribute to Aerosmith)
- 2000 : Kiss the Sun (sur Doomed)
- 2002 : Liquor Queen (sur The Mighty Desert Rock Avengers)
- 2003 : Hey Alright (sur Guerrilla Jukebox Vol 1)
- 2007 : STD, The Destroyer (sur ...And Back to Earth Again)